# Claire City
Claire City és una població dels Estats Units a l'estat de Dakota del Sud. Segons el cens del 2000 tenia 85 habitants.

## Demografia
Segons el cens del 2000, Claire City tenia 85 habitants, 37 habitatges, i 28 famílies. La densitat de població era de 182,3 habitants per km².
Dels 37 habitatges en un 35,1% hi vivien nens de menys de 18 anys, en un 59,5% hi vivien parelles casades, en un 10,8% dones solteres, i en un 24,3% no eren unitats familiars. En el 24,3% dels habitatges hi vivien persones soles el 10,8% de les quals corresponia a persones de 65 anys o més que vivien soles. El nombre mitjà de persones vivint en cada habitatge era de 2,3 i el nombre mitjà de persones que vivien en cada família era de 2,64.
Per edats la població es repartia de la següent manera: un 24,7% tenia menys de 18 anys, un 7,1% entre 18 i 24, un 23,5% entre 25 i 44, un 35,3% de 45 a 60 i un 9,4% 65 anys o més.
L'edat mediana era de 38 anys. Per cada 100 dones de 18 o més anys hi havia 100 homes.
La renda mediana per habitatge era de 35.156 $ i la renda mediana per família de 29.375 $. Els homes tenien una renda mediana de 35.556 $ mentre que les dones 11.875 $. La renda per capita de la població era de 17.074 $. Entorn del 8% de les famílies i el 4,9% de la població estaven per davall del llindar de pobresa.

## Poblacions més properes
El següent diagrama mostra les poblacions més properes.